# 1409년

## 연호
- 명(明) 영락(永樂) 7년
- 일본(日本) 오에이(応永) 16년
- 후 쩐 왕조(後陳朝) 흥카인(興慶) 3년 / 쭝꽝(重光) 원년

## 기년
- 명(明) 성조 영락제(成祖 永樂帝) 7년
- 조선(朝鮮) 태종(太宗) 9년
- 후 쩐 왕조(後陳朝) 간정제(簡定帝) 3년 / 중광제(重光帝) 원년

## 사건
- 동래현의 속현이던 동평현을 양주의 속현으로 이관하였다.

## 탄생
- 음력 7월 - 조선의 홍경손(洪敬孫)
- 음력 12월 - 조선의 최항(崔沆)
- 월일 미상 - 조선의 김수온(金守溫)·김한(金澣)·류서(柳溆)·윤사윤(尹士昀)·이염의(李念義)·이전수(李全粹)·전균(田畇)

## 사망
- 음력 2월 14일 - 조선의 길창군(吉昌君) 권근(權近)
- 음력 3월 16일 - 조선의 강원도도관찰사(江原道都觀察使) 김이음(金爾音)
- 음력 7월 15일 - 조선의 첨서승추부사(僉書承樞府事) 이정견(李廷堅)
- 음력 8월 29일 - 조선의 월성군(月城君) 김수(金需)
- 음력 9월 4일 - 조선의 개성유후(開城留後) 이옥(李沃)
- 음력 10월 5일 - 조선의 단산부원군(丹山府院君) 이무(李茂)

## 참고 문헌
- 조선 왕조(1454), 《세종실록 지리지》(世宗實錄地理志), 〈지리지 > 경상도 > 경주부(慶州府) > 동래현(東萊縣)〉